# Лендо-Велике
Лендо-Велике (пол. Lendo Wielkie) — село в Польщі, у гміні Новодвур Рицького повіту Люблінського воєводства.
Населення — 208 осіб (2011).

## Демографія
Демографічна структура станом на 31 березня 2011 року:
|          | Загалом | Допрацездатний вік | Працездатний вік | Постпрацездатний вік |
| -------- | ------- | ------------------ | ---------------- | -------------------- |
| Чоловіки | 95      | 18                 | 65               | 12                   |
| Жінки    | 113     | 24                 | 65               | 24                   |
| Разом    | 208     | 42                 | 130              | 36                   |